# Aalborg Nærbane
Aalborg Nærbane is een treindienst rond de stad Aalborg in Noord-Jutland in Denemarken. De dienst, geopend in 2003, is opgezet met als voorbeeld de Duitse S-bahn. 
In de eerste fase bestaat de dienst uit een lijn met een lengte van 29 kilometer met als eindpunten Lindholm in het noorden en Skørping in het zuiden. De dienst maakt gebruik van de bestaande lijnen van Aalborg naar Aarhus en Frederikshavn. 
Naast de al bestaande stations Aalborg en Skørping werden er vijf nieuwe stations geopend, deels stations die in de jaren zeventig waren gesloten wegens een gebrek aan reizigers. Tijdens werkdagen wordt een halfuurdienst gereden.